# Finska Kennelklubben
Suomen Kennelliitto - Finska Kennelklubben ry. (SKL/FKK) är den nationella kennelklubben i Finland. Den är de finländska hundägarnas intresse- och riksorganisation och för nationell stambok över hundraser. Organisationen bildades 1889. FKK är ansluten till den internationella kennelfederationen Fédération Cynologique Internationale (FCI) och Nordisk Kennelunion (NKU).